# 아로마테라피

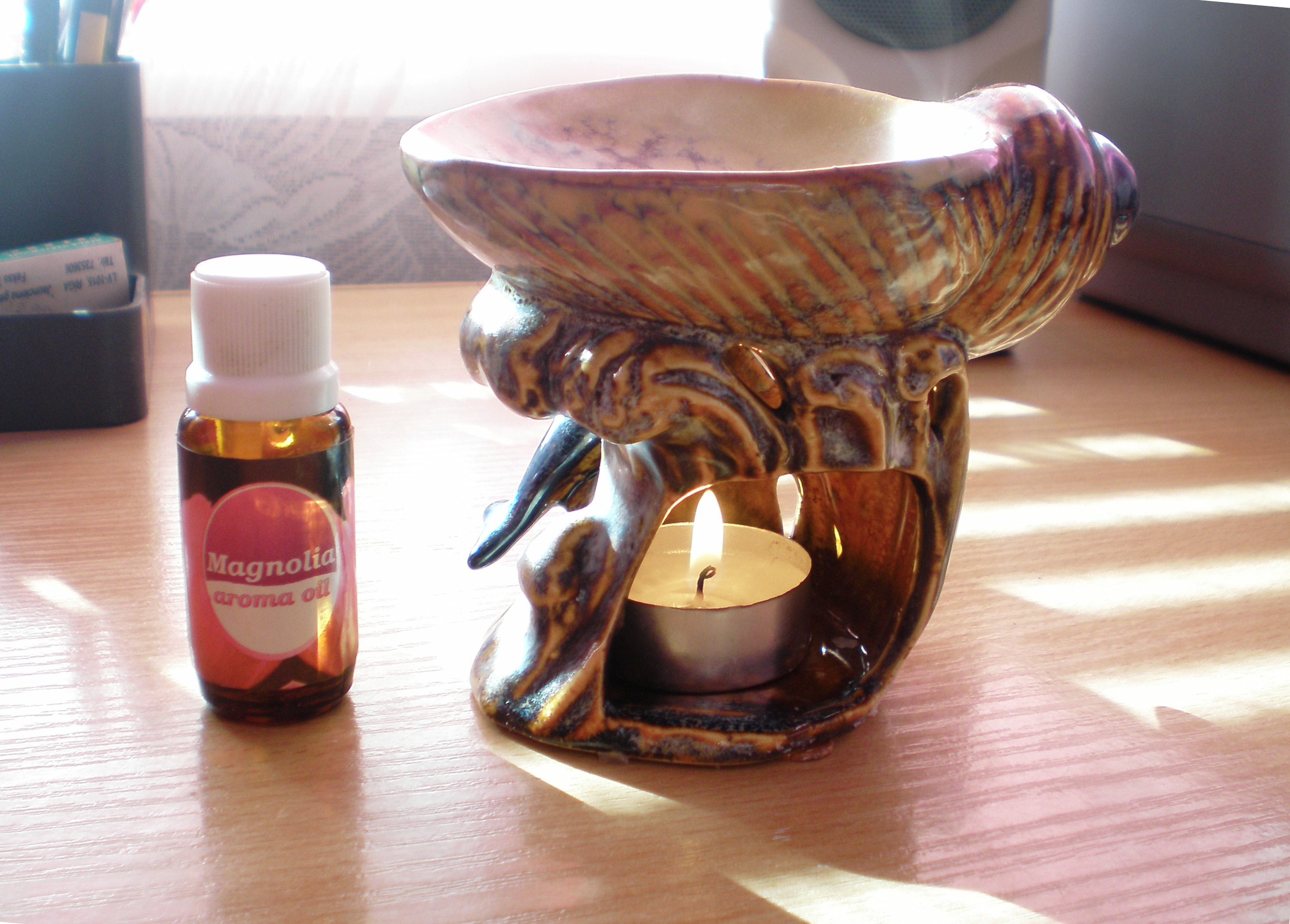
정유의 병과 디퓨저

아로마테라피(프랑스어: aromathérapie)는 꽃이나 나무 등 식물에 유래하는 방향 성분(정유)을 이용하고, 심신의 건강이나 미용을 증진하는 기술 혹은 행위이다. 또, 향이나 프레그랑스·캔들도 포함해 생활에 자연의 향기를 도입해 스트레스를 해소하거나 심신을 휴식시키는 일도 포함해 부르는 경우도 많다. 아로마세라피(영어: aromatherapy)라고도 칭해진다.

## 명칭
「아로마테라피」(aromathérapie)라는 말은 20세기에 들어가고 나서 프랑스의 과학자 루네 모리스 갓트포세에 의해서 만들어진 조어로, 「아로마」는 방향, 「테라피」는 요법을 의미하는 프랑스어이다. 이것을 영어로 발음하면 「아로마세라피」(aromatherapy)가 된다.
「아로마트테라피」에서 「트」가 들어가는 표기도, 「방향요법」을 의미하는 단어로서 문법적 어원적으로는 올바르다.

## 역사
방향 식물의 이용은 고대로 거슬러 올라가지만, 아로마테라피 그 자체가 제창된 것은 20세기에 들어가고 나서이다. 또 일본에의 소개는 1980년대 이후이다.

## 발견
옛날 고대인들은 자연 습득 내지는 시행착오적인 경험을 바탕으로 주변에 산재하고 있는 특정식물들이 상처를 낫게 하는 치유에 도움이 된다는 사실을 알게 되었다. 또한 사람들은 질병에 걸렸을 때 병을 마귀가 가져다준 것이라 생각하여 ‘병마(病魔)’라고 했으며, 이 병마는 신비한 향기를 두려워한다고 믿어 질병을 치료하기 위해 향기가 나는 식물을 사용하였던 것이다. 당시의 사람들은 식물향기가 영혼뿐만 아니라 몸과 마음을 조절해 주는 작용을 하는 것으로 생각하였다.

### 방향식물의 이용
인류는 동서양을 불문하고, 식물의 방향을 제사·의례·치료·미용에 이용해 왔다. 이집트에서 미라 만들기에 방부효과가 있는 유향(프란킨센스)이나 몰약(미르) 등의 식물 유래의 향료가 이용되고 있던 것은 유명한 예이다. 방향식물의 이용은 세계의 각 지역에서 독자적으로 발전해, 근대 의학이 발달하기 이전의 인간의 건강을 담당해 왔다. 지금도 그것들은 전통 의학이나 민간 요법으로서 계승되고 있다.
중세 유럽에서는 방향식물의 재배와 이용은 오로지 수도원의 일이며, 식물 성분을 물이나 식물유·알코올에 침출해 이용했다. 한편, 이슬람권에서는 아라비아 의학이 발달해, 이븐 스나(980년경-1037년경)는 증류에 의한 정유의 제법을 확립해 의학에 응용했다. 이것은 아로마테라피의 원형이라고도 생각되고 있다. 이 아라비아 의학은 십자군의 원정 등을 계기로 서서히 서구에도 전해져 갔다. 그 이용에 대해서는, 병자의 도유, 도유 등의 기사를 참조.
르네상스 시대에는 향수가 대유행해, 정유의 생산량이 증대했다. 19세기에 들어가면 합성향료가 출현해, 또 식물로부터 유효 성분만을 추출하고 약제로서 이용하게 되었다. 큰 산지의 하나가 독일의 테린겐 지방의 오베르바이스밧하를 중심으로 하는 지역에 있어, 정유를 준에 채워 지게와 같은 것으로, 등에 메어, 유럽중을 장사해 도는 정유판매( de:Olitaten)가 19세기에는 일대 산업이 되었다.

### 아로마테라피의 제창
20세기 초두, 과학적인 분석·검증 후에 정유를 심신의 건강에 응용하려는 시도가 시작되었다. 1920년대 초두, 남 프랑스의 프로방스 지방에서 향료의 연구자였던 루네 모리스 갓트포세(1881년-1950년)는 실험중에 손에 화상을 입어, 순간에 흔하게 있던 라벤더 정유에 손을 담그었는데상처의 치유가 눈부시고 좋았던 일로부터, 정유의 의료 방면에서의 이용을 연구하기 시작했다. 그는 1928년에 연구의 성과를 학회에서 발표해, 또 「방향 요법(원제 Aromatherapy)」이라는 책을 출판했다.
프랑스의 의학박사 쟌 바르네(1920년-1995년)는 정유를 사용한 의료를 실천하고 공적을 올려 1964년에 「쟌 바르네 박사의 식물=방향 요법」을 저술해(1984년 개정판 발행), 아로마테라피의 인지도를 올렸다. 한편, 갓트포세의 제자인 마르그릿트 모리(오스트리아 태어나? - 1963년)는 아로마테라피를 주로 미용 방면으로 활용할 수 있는 기술로서 연구해, 영국에 전했다.
이 때문에, 현재의 아로마테라피에는 크게 나누어 프랑스계와 영국계의 두 개의 흐름이 있어, 프랑스계의 아로마테라피는 의사의 지도 아래 정유를 내복하는 등, 의료 분야에서 활용되고 있다. 영국계의 아로마테라피는 아로마테라피 프랙티셔너라고 불리는 전문가에 의해 심신의 릴렉스나 스킨케어 등 웰빙에 활용되고 있다.

### 일본의 아로마테라피
정유의 증류법은 에도시대에 전해져 네델란드 의사학 등에서 이용되고 있었다. 메이지 시대에는 니혼학카 등의 정유를 수출하고 있었던 시기도 있었지만, 합성 향료나 해외의 염가품에 눌러져서 쓸모없게 되어 버렸다.
1970년대에, 초등학생이나 그 부모들의 사이에 포푸리가 유행해, 드라이 허브에의 관심이 높아졌다. 아로마테라피가 소개된 것은 1980년대로, 초 쟌 바르네나 로버트 티스란드들에 의한 영불의 전문서가 고산하야시 타로에 의해 국역 되어 이윽고 해외에서 기술을 배운 사람들이 국내에서 실천을 시작했다. 1990년대에 에스테틱 붐 등에 타 퍼진 적도 있어, 일본에 전해진 아로마테라피의 방법은 영국계에 가까운 것이지만, 근래에는 국내에서도 정유에의 과학적 어프로치가 진행되어, 대체 의료로서 아로마테라피에 관심을 대는 의료 관계자도 증가하고 있다. 2006년경부터 장미의 향기를 전에 없을만큼 재현한, 진짜 장미의 정유보다 큰폭으로 염가의 합성 향료가 개발되어 그것을 첨가한 껌이나 드롭이 제품이 유행해 땀이 장미의 향기로 해져 남녀 사이에 화제가 되어, 「향기 아로마」에의 관심이 대중의 사이에 한층 더 높아진다.

## 아로마테라피의 구조
아로마테라피의 주역인 정유가 심신에 제의하는 경로는 두 개 있다. 하나는 후각 자극, 또 하나는 피부나 점막을 통해 혈류를 타 체내에 들어가는 경로이다. 그러나 정유는 수십에서 수백의 휘발성 유기물의 혼합물이며 경구 독성이 있는 등, 하나 하나의 성분이 어떻게 신체에 영향을 주는지를 추적하는 것은 용이하지 않다.

### 정유의 후각자극
증산한 정유의 방향 성분은 코로 감지되어 후각 자극으로서 대뇌변연계에 도달한다(후각의 자세한 시스템에 대해서는 후각의 항을 참조). 여기서 중요한 것은 후각을 주관하는 부위가 뇌 중에서도 본능적인 부분인 구피질에 존재하는 것이다. 뇌는 후각 자극을 받으면 무의식 가운데 정동을 일으켜, 시상하부에 영향을 준다. 시상하부는 신체 기능의 조정을 실시하는 중추이기 때문에, 냄새는 본능적으로 신체제기관의 반응을 일으키는 열쇠가 될 수 있다.
정유의 향기에 의해서 얻을 수 있는 안심감·쾌감·긴장감·각성감·명상감 등에 동반하는 정동이 심신의 밸런스를 재촉하는 것이 기대된다.

### 정유가 혈류를 타는 경로
방향 성분이 혈류에 이르기까지는 여러 가지 루트를 생각할 수 있다. 흡수된 성분은 최종적으로는 대부분이 간장이나 신장으로 대사되어 뇨와 함께 배설된다.
흡수 루트는 크게 나누면 다음의 4개이다.
- 보디 트리트먼트 등에 의해 피부로부터 진피의 모세혈관에 이르는 루트.
- 호흡에 의해 코로부터 목·기관지·폐에 닿는 동안에 점막에 흡착해, 점막하의 혈관에 들어오는 루트.
- 호흡에 의해 허파꽈리로의 가스 교환시에 산소와 함께 혈류를 타는 루트.
- 경구로 입으로부터 소장에 이르는 소화관으로부터 흡수되는 루트(좌제로서 항문이나 질의 점막으로부터 흡수시키는 예도 있다).

피부는 다층 구조가 되어 있어, 피부에 흡수된 방향 물질의 혈관에의 도달은 지극히 완만하다. 호흡기로부터의 흡수는 이것보다 빠르지만, 공기중의 방향 물질의 농도를 생각하면 흡수되는 것은 미량이라고 생각된다. 피부나 호흡을 통해 흡수되는 루트에 비해, 소화관으로의 흡수는 매우 급격하고 다량이다. 소화관의 점막에 대한 강한 자극이 예상되어 또 이물인 정유 성분의 피중농도가 급속히 높아지기 때문에, 대사계에 큰 부담이 갈 우려가 있다. 강산인 위산에 의한 성분의 변성의 가능성도 다 버릴 수 없다. 이 때문에, 정유의 경구 혹은 좌별로 밤사용은, 충분히 지식이 있는 의사의 판단 아래에서 행해져야 하는 것이다.

### 정유의 체내에서의 작용
여기에서는 전통적인 식물요법으로부터 추측되는 정유의 기능에 대해 말하기에 그친다.
생체 조직에의 직접적인 관여
예: 로만 카모마일의 진정(근육 등의)작용, 로즈메리의 혈행 촉진 작용, 라벤더의 지혈 작용 등
방어 시스템을 돕는 기능
예: 티트리의 항균 작용, 유향의 면역 강화 작용, 유칼립투스의 거담작용 등
대사를 돕는 기능
예: 주니퍼의 이뇨 작용, 그레이프프루트의 림프액계 자극 작용 등
심신의 밸런스에의 관여
예: 클라리 세이지의 에스트로겐과 같은 작용, 페퍼민트의 반고리관의 조정 작용, 네롤리의 항불안 작용 등
또한 이러한 작용은 각각의 정유의 기능의 일단에 지나지 않는다. 정유는 각각 여러 가지 성격을 갖고, 조합마다 다양한 작용을 보이는 경우도 있다. 또, 경구 독성이 있기 때문에, 용법을 잘못하면 오히려 심신에 해를 가져오므로 주의가 필요하다.

### 정유의 피부에의 작용
수렴 작용(아스트린젠트 작용)
예: 일랑일랑, 사이프러스, 샌달우드(백단), 주니퍼, 유향, 장미, 로즈마리 등
보습 작용(모이스처 작용)
예:
에몰리엔트 작용(피부를 부드럽게 하는 기능)
예: 벤조인(안식향) 등

## 사고예
아로마테라피를 업무로 가고 있던 에스테틱 살롱점에서 의류나 타올이 자연발화를 일으키는 사고가 연발해, 문제가 되었다. 이것은 정유중에 포함되는 불포화 지방산 등이 중합을 일으키거나 산화될 때에 생기는 열이 섬유의 단열성에 의해서 축적하거나 건조기에 걸쳐 반응이 가속해 발화점에 이르는 것이 원인이다.(→건성유)

## 아로마테라피와 법률과의 관계

### 약사법
한국에서는 정유에 의한 인체의 치료·개선 효과를 광고하는 경우에는 해당 정유 상품이 의약품의 승인을 얻을 필요가 있어, 승인이 없는 것에 대해서는 모두 치료·개선 효과 등을 광고할 수 없다. 만일 이러한 효과를 표방해 광고·판매하면 미승인 의약품의 광고·판매로서 약사법 위반이 된다.
또, 입욕제로서의 사용이나 피부에의 도포에 의한 사용에 의해서 피부의 보습 등을 광고하는 경우나, 기초 화장품으로서의 사용을 의도하고 있는 경우는, 해당 제품이 화장품으로서 신고가 끝난 상태가 되고 있을 필요가 있다.
의약품 제조를 업(業)으로 하려는 자는 대통령령으로 정하는 시설기준에 따라 필요한 시설을 갖추고 총리령으로 정하는 바에 따라 식품의약품안전처장의 허가를 받아야 한다.— 약사법 제5장 제1절 제31조 제1항(제조업 허가)

### 의료법
의사 이외의 사람이 진단을 해, 치료를 할 수 없다. 그에 따라 상기 약사법에도 관련하지만 정유를 그 효과를 광고해 약과 같이 사용해서는 안 된다.
의료인이 아니면 누구든지 의료행위를 할 수 없으며 의료인도 면허된 것 이외의 의료행위를 할 수 없다. 다만, 다음 각 호의 어느 하나에 해당하는 자는 보건복지부령으로 정하는 범위에서 의료행위를 할 수 있다. — 의료법 제2장 제3절 제27조 제1항

### 수의사법
사육 동물의 진료 행위에 해당하지 않는 한 애완동물등의 동물에의 아로마테라피를 실시하는 것은 위반행위가 되지 않는다.
수의사가 아니면 동물을 진료할 수 없다. 다만, 「수산생물질병 관리법」 제37조의 2에 따라 수산질병관리사 면허를 받은 사람이 같은 법에 따라 수산생물을 진료하는 경우와 그 밖에 대통령령으로 정하는 진료는 예외로 한다.— 수의사법 제1장 제1조(2014.3.18. 법률 제12432호)

### 그 외
제조물 책임법 (PL법)
일반적으로 개인이 정유를 사용한 비누 등을 업으로서(반복적이거나 반복적으로 하려는 의도를 가지고) 실시하는 경우는 약사법에 저촉한다. 또, 제조물에 대해 사고 등이 일어났을 경우, 표로서 제조·양도 등을 한 사람의 제조물 책임이 생긴다.
소방법 등
정유는 휘발성 물질로 인화성이 있기 때문에, 대량으로 보관하는 경우에는 「위험물의 규제에 관한 정령」에 걸리게 된다.

## 아로마테라피에 사용되는 주된 정유
(작용하는 효능에 대해서는 민간 요법 베이스에 만들어져 있기 때문에, 과학적 근거가 없는 것이 대부분이다. 안에는 독성의 강한 것도 있기 위해, 직접 피부 등에 사용하는 경우에는 주의가 필요하다. )
| 정유명(오십음순서)         | 영명                   | 학명                                                           | 과         | 추출 부위 | 일반적인 추출 방법 | 주된 작용                                                                         |
| -------------------------- | ---------------------- | -------------------------------------------------------------- | ---------- | --------- | ------------------ | --------------------------------------------------------------------------------- |
| 일랑 일랑                  | ylang ylang            | Cananga odorata                                                | 뽀뽀나무과 | 화        | 수증기 증류법      | 진정 작용, 수렴 작용, 최음작용 등                                                 |
| 오렌지 스위트              | orange                 | Citrus sinensis                                                | 운향과     | 과피      | 압착법             | 식욕 증진 작용 등                                                                 |
| 로만 카모마일              | roman chamomile        | Anthemis nobillis                                              | 국화과     | 화        | 수증기 증류법      | 진정 작용, 진통작용, 통경작용 등                                                  |
| 클라리 세이지              | clary sage             | Salvia sclarea                                                 | 꿀풀과     | 잎과 꽃   | 수증기 증류법      | 항 치는 작용, 완화 작용, 호르몬 조정 작용 등                                      |
| 그레이프프루트             | grapefruit             | Citrus paradisi                                                | 운향과     | 과피      | 압착법             | 식욕 증진 작용 등                                                                 |
| 샌달우드 (백단)            | sandalwood             | Santalum album                                                 | 단향과     | 심재      | 수증기 증류법      | 진정 작용, 수렴 작용, 강장 작용, 소독 작용, 항염증 작용 등                        |
| 주니퍼 (세이요우네즈)      | juniper                | Juniperus communis                                             | 측백나무과 | 과실      | 수증기 증류법      | 정화 작용, 수렴 작용, 이뇨 작용 등                                                |
| 스위트마죠람               | sweet marjoram         | Origanum majorana                                              | 꿀풀과     | 엽        | 수증기 증류법      | 진정 작용, 혈압 강하 작용 등                                                      |
| 제라늄                     | geranium               | Pelargonium graveolens                                         | 쥐손이풀과 | 엽        | 수증기 증류법      | 호르몬 조정 작용, 항 치는 작용 등                                                 |
| 티트리                     | tea tree               | Melaleuca aleternifolia                                        | 도금양과   | 엽        | 수증기 증류법      | 면역 활력 작용, 살균 작용, 갱진균류 작용, 소독 작용 등                            |
| 네롤리                     | neroli                 | Citrus aurantium var.amara                                     | 운향과     | 화        | 수증기 증류법      | 진정 작용 등                                                                      |
| 유향 (프란킨센스·올리바남) | frankincense, olibanum | Boswellia carteri                                              | 감람과     | 수지      | 수증기 증류법      | 세포 성장 촉진 작용, 수렴 작용, 진정 작용, 항균 작용 등                           |
| 페퍼민트                   | peppermint             | Mentha piperita                                                | 꿀풀과     | 엽        | 수증기 증류법      | 살균・항균 작용, 건위 작용 등                                                     |
| 벨가못                     | bergamot               | Citrus bergamia                                                | 운향과     | 과피      | 압착법             | 식욕 증진 작용, 항 치는 작용 등                                                   |
| 유칼립투스                 | eucalyptus             | Eucalyptus globulus                                            | 도금양과   | 엽        | 수증기 증류법      | 살균 작용, 소염 작용, 진통작용, 거담작용, 항바이러스 작용 등                      |
| 라벤더                     | lavender               | Lavandula angustifolia                                         | 꿀풀과     | 꽃과 잎   | 수증기 증류법      | 진정 작용, 면역 활력 작용, 살균 작용, 소독 작용, 진통작용, 세포 성장 촉진 작용 등 |
| 레몬                       | lemon                  | Citrus limon                                                   | 운향과     | 과피      | 압착법             | 소독 작용, 살균 작용 등                                                           |
| 레몬그래스                 | lemongrass             | Cymbopogon citratus (서인도형) Cymbopogon flexuosus (동인도형) | 벼과       | 엽        | 수증기 증류법      | 항 치는 작용, 식욕 증진 작용, 소염 작용 등                                        |
| 장미 (다마스크·로즈)       | rose otto              | Rosa damascena                                                 | 장미과     | 화        | 수증기 증류법      | 수렴 작용, 자궁 강장 작용 등                                                      |
| 로즈메리                   | rosemary               | Rosmarinus officinalis                                         | 꿀풀과     | 엽        | 수증기 증류법      | 수렴 작용, 이뇨 작용, 자극 작용, 두뇌 명석 작용, 발한 작용 등                     |

## 참고 문헌
- 「아로마테라피 검정 텍스트(1급·2급)」일본 아로마 환경 협회
- 로버트 티스란드 /토니 바라슈 「정유의 안전성 가이드(상·하권)」프레그랑스 저널사
- 카트 슈나우베르트 「어드밴스트 아로마테라피」프레그랑스 저널사
- 수잔 커티스 「에센셜 오일 북」후타바사
- 요시다 타카코 「방에서 가능한 아로마테라피 40」같은 문장 서원
- 로제 지로아 편 「프랑스 아로마테라피 타이젠」고산하야시 타로 역 프레그랑스 저널사
- GAIA(가이아)·에센셜 오일 주식회사 GAIA NP Corporation
- 생활의 나무·에센셜 오일 리스트 팜플렛 주식회사 생활의 나무
- 오피스연 「최신판 아로마테라피 검정시험 합격을 위한 문제집」후타바사 ISBN 4-575-29902-2
- 「마사지효능」(저널) 마사지효능
- 「대체 의료의 트릭」사이먼·신저신쵸오샤
- 「아로마틱 라이프」쿠사카베 토모요자 저㈜그래프사 ISBN 978-4-7662-1167-2
- 램프 벨 제이

## 같이 보기
- 허브
- 향
- 차향로
- 호리스틱 의학
- 대체의학
- 대체의학 목록
- 전통 의학
- 테라피
- 위안
- 향도

### 내용주
1. 1 2  프랑스어 발음: [aʁɔmateʁapi] 아로마테라피
2. 1 2  영어 발음: /əˌroʊməˈθerəpi/ 아로마세라피

### 참조주
1. ↑  사사키 카오루 「최신판 아로마테라피 도감」주부의 벗사, 2009년, 6페이지.
2. ↑  “Aromatherapy Organisation Aromatherapists Membership Association”. 2019년 2월 22일에 원본 문서에서 보존된 문서. 2019년 4월 2일에 확인함.
3. ↑  “산케이 뉴스 에스테틱점에서 맛사지 오일이 발화”. 2007년 11월 10일에 원본 문서에서 보존된 문서. 2007년 11월 8일에 확인함.